# Sathrochthoniella zealandica
Genre
Espèce
Sathrochthoniella zealandica, unique représentant du genre Sathrochthoniella, est une espèce de pseudoscorpions de la famille des Chthoniidae.

## Distribution
Cette espèce est endémique de Nouvelle-Zélande.

## Description
Les mâles mesurent de 1,0 à 1,25 mm et les femelles de 1,15 à 1,6 mm.

## Étymologie
Son nom d'espèce lui a été donné en référence au lieu de sa découverte, la Nouvelle-Zélande.

## Publication originale
- Beier, 1967 : Contributions to the knowledge of the Pseudoscorpionidea from New Zealand. Records of the Dominion Museum Wellington, vol. 5, p. 277-303.